# Cẩm Ly
Trần Thị Cẩm Ly, née à Saigon le 30 mars 1970 est une  chanteuse vietnamienne.

## Biographie
Elle est la troisième enfant d'une famille de six enfants et elle a deux sœurs également chanteuses Hà Phương (en) et Minh Tuyết (en),. En 2004, elle épouse le musicien Ming Wei. Elle a deux filles.
En 1993, elle remporte un prix national de chant ce qui lui assure une notoriété,.

## Albums
- Tình cuối mùa đông (the best of Cẩm Ly), 2000
- Cánh chim lạc loài, single
- Sáo sang sông  Mùa đông xứ lạ, 2003
- Tình Khúc Nguyễn Nhất Huy, 2003
- Em gái quê, album lyrical folk music, 2005
- Mùa mưa đi qua  Em về kẻo trời mưa, album lyrical, 2005
- Người đến sau  Sao anh ra đi, 2005
- Buồn con sáo sậu, album folk, 2006
- Tiếng thạch sùng, album folk, 2007
- Khi đã yêu, album lyrical, 2007
- Chuyện chúng mình, album Cẩm Ly Minh Vy, Những tình khúc (Thúy Nga Productions (en)), 2008
- Em không thể quên, album Cẩm Ly những tình khúc Minh Vy, 2009
- Biển tình, album lyrical, 2009
- Gió lên, album Dân ca, 2010
- Chuyện tình hoa bướm, album lyrical, 2010
- Nửa trái tim, album foreign words, 2011
- Tôi mơ  Cô Tư bến phà, album folk, 2011
- Thiên đàng ái ân  Chiều cuối tuần, album lyrical, 2011